# Ceylanpınar
Ceylanpınar (ehemals osmanisch رأس العين Rasüleyn, kurdisch سەرێ کانیێ Serê Kaniyê) ist ein Landkreis (İlçe) der türkischen Provinz Şanlıurfa in Südostanatolien und zugleich eine gleichnamige Gemeinde (Belediye) der 2012 geschaffenen  Şanlıurfa Büyükşehir Belediyesi (Großstadtgemeinde/Metropolprovinz). 
Die Stadt Ceylanpınar liegt direkt an der syrischen Grenze und an der entlang der Grenze verlaufenden Bagdad-Bahn gegenüber Raʾs al-ʿAin. Ein Grenzübertritt zwischen beiden Städten ist nicht möglich.
Der ehemalige Landkreis verläuft 142 Kilometer entlang der syrisch-türkischen Grenze (Stand 2008). Im Westen grenzt Ceylanpınar an die Provinz Mardin. Ceylanpınar war bis 1982 ein Bucak im Landkreis Viranşehir. Der Bucak hatte zur Volkszählung 1980 28.972 Einwohner und bestand nur aus der Belediye Ceylanpınar und dem Dorf (Köy) Muratlı.
Ceylanpınar besteht seit 2013 aus 50 Mahalles (Stadtvierteln) mit durchschnittlich 1.797 Einwohnern, der größte (Ensar Mah.) zählt 9.152 Einwohner.

## Geschichte
Bis zum Ende des Ersten Weltkrieges waren Ceylanpınar und Raʾs al-ʿAin eine einzige Stadt, die dann durch die Grenzziehung geteilt wurde. Die frühe Geschichte wurde einen Kilometer südlich der heutigen Stadt in Tell Fecheriye ausgegraben. Die dortigen Funde belegen eine Besiedlung ab dem Anfang des 2. Jahrtausends v. Chr., durch das Reich von Mitanni, das Mittel- und Neuassyrische Reich und bis in die islamische Zeit um 800 n. Chr.
In römischer Zeit hieß der Ort Resaina und lag im Osten der antiken Landschaft Osrhoene. Der Name geht aus Münzfunden, Texten antiker Autoren und dem Eintrag auf der Tabula Peutingeriana, einer spätrömischen Landkarte hervor. Unter Theodosius I. (347–395) wurde der Ort als Theodosiopolis neu gegründet, erhielt 383 das Stadtrecht und war Bischofssitz.
In den römisch-persischen Kriegen wurde unter dem römischen Kaiser Gordian III. der erste Angriff von Schapur I. 243 in der Schlacht von Resaina zurückgeschlagen, sodass die Sassaniden hinter den Euphrat zurückweichen mussten. Ende des 6. Jahrhunderts zerstörte der persische General Adharmahan während der Herrschaft von Hormizd IV. die Stadt zweimal.
Ceylanpınar wurde im Jahr 640 von den islamischen Arabern erobert. Im 10. Jahrhundert besetzten Byzantiner die Stadt kurzzeitig und plünderten sie. Während der Kreuzzüge im 12. Jahrhundert wurde sie von Joscelin I. erobert, dabei wurde ein großer Teil der arabischen Bevölkerung getötet oder in die Sklaverei geführt.
Die Stadt stand ab der Mitte desselben Jahrhunderts unter der Herrschaft der Zengiden und gegen Ende unter deren Nachfolgern, den Ayyubiden. Der Eroberer Timur brandschatzte die Stadt im 14. Jahrhundert. Im 16. Jahrhundert wurde die Region Teil des Osmanischen Reiches. Die heutige Stadt wurde 1878 von Tscherkessen neu gegründet, die aus dem Kaukasus vertrieben worden waren.
Nach dem Ersten Weltkrieg wurde Ceylanpınar geteilt. Der südliche Stadtteil wurde Teil des Völkerbundmandats für Syrien und Libanon, während der nördliche Teil türkisch wurde. Der arabische Name Resülayn wurde zu Ceylanpınar türkisiert.
1937 wurde Ceylanpınar zu einer Nahiye erklärt, 1960 zu einer Stadtgemeinde (Belediye) erhoben – wie im Stadtlogo zu erkennen ist. Schließlich wurde (durch das Gesetz Nr. 2585 vom 14. Januar 1982) ein selbständiger Kreis (İlçe) gebildet, der im Rahmen der Verwaltungsreform 2013 in eine Belediye der Großstadtgemeinde Şanlıurfa überführt wurde.